# 涂坊围屋
涂坊围屋，位于中国福建省长汀县涂坊乡涂坊村，清乾隆年间（1736—1795年）建， 坐东南朝西北，占地面积2300余平方米，整座建筑由门楼、池塘、空坪、大门、上厅、中厅、后厅、左右横屋、外围屋、后花园组成，门楼横楣上镌刻着“模山范水”四字，建筑平面呈椭圆形。2009年11月16日公布为第七批福建省文物保护单位。